# Las Martras de Vèira
Les Martres-de-Veyre és un municipi francès situat al departament del Puèi Domat i a la regió d'Alvèrnia-Roine-Alps. L'any 2007 tenia 3.956 habitants.

## Demografia

### Població
El 2007 la població de fet de Les Martres-de-Veyre era de 3.956 persones. Hi havia 1.548 famílies de les quals 412 eren unipersonals (144 homes vivint sols i 268 dones vivint soles), 467 parelles sense fills, 572 parelles amb fills i 97 famílies monoparentals amb fills.
La població ha evolucionat segons el següent gràfic:
Habitants censats

### Habitatges
El 2007 hi havia 1.768 habitatges, 1.583 eren l'habitatge principal de la família, 13 eren segones residències i 172 estaven desocupats. 1.457 eren cases i 306 eren apartaments. Dels 1.583 habitatges principals, 1.105 estaven ocupats pels seus propietaris, 445 estaven llogats i ocupats pels llogaters i 33 estaven cedits a títol gratuït; 11 tenien una cambra, 122 en tenien dues, 277 en tenien tres, 555 en tenien quatre i 618 en tenien cinc o més. 1.192 habitatges disposaven pel capbaix d'una plaça de pàrquing. A 636 habitatges hi havia un automòbil i a 759 n'hi havia dos o més.

### Piràmide de població
La piràmide de població per edats i sexe el 2009 era:
| Homes | Edats   | Dones |
| ----- | ------- | ----- |
| 0     | 95 o +  | 4     |
| 0     | 90 a 94 | 12    |
| 4     | 85 a 89 | 28    |
| 16    | 80 a 84 | 24    |
| 40    | 75 a 79 | 96    |
| 68    | 70 a 74 | 88    |
| 72    | 65 a 69 | 60    |
| 56    | 60 a 64 | 76    |
| 92    | 55 a 59 | 104   |
| 148   | 50 a 54 | 104   |
| 124   | 45 a 49 | 156   |
| 180   | 40 a 44 | 152   |
| 144   | 35 a 39 | 188   |
| 168   | 30 a 34 | 160   |
| 120   | 25 a 29 | 136   |
| 136   | 20 a 24 | 100   |
| 144   | 15 a 19 | 152   |
| 220   | 10 a 14 | 108   |
| 140   | 5 a 9   | 104   |
| 96    | 0 a 4   | 92    |

## Economia
El 2007 la població en edat de treballar era de 2.665 persones, 1.963 eren actives i 702 eren inactives. De les 1.963 persones actives 1.808 estaven ocupades (959 homes i 849 dones) i 155 estaven aturades (62 homes i 93 dones). De les 702 persones inactives 206 estaven jubilades, 278 estaven estudiant i 218 estaven classificades com a «altres inactius».

### Ingressos
El 2009 a Les Martres-de-Veyre hi havia 1.644 unitats fiscals que integraven 3.954,5 persones, la mediana anual d'ingressos fiscals per persona era de 18.928 €.

### Activitats econòmiques
Dels 178 establiments que hi havia el 2007, 3 eren d'empreses extractives, 5 d'empreses alimentàries, 2 d'empreses de fabricació de material elèctric, 7 d'empreses de fabricació d'altres productes industrials, 32 d'empreses de construcció, 43 d'empreses de comerç i reparació d'automòbils, 7 d'empreses de transport, 7 d'empreses d'hostatgeria i restauració, 9 d'empreses financeres, 6 d'empreses immobiliàries, 20 d'empreses de serveis, 23 d'entitats de l'administració pública i 14 d'empreses classificades com a «altres activitats de serveis».
Dels 52 establiments de servei als particulars que hi havia el 2009, 1 era una oficina d'administració d'Hisenda pública, 1 oficina de correu, 3 oficines bancàries, 6 tallers de reparació d'automòbils i de material agrícola, 1 taller d'inspecció tècnica de vehicles, 2 autoescoles, 1 paleta, 6 guixaires pintors, 7 fusteries, 4 lampisteries, 4 electricistes, 1 empresa de construcció, 6 perruqueries, 2 veterinaris, 2 restaurants, 3 agències immobiliàries i 2 salons de bellesa.
Dels 15 establiments comercials que hi havia el 2009, 1 era un supermercat, 2 botiges de menys de 120 m², 4 fleques, 2 carnisseries, 1 una peixateria, 2 botigues de roba, 1 una botiga de material esportiu i 2 floristeries.
L'any 2000 a Les Martres-de-Veyre hi havia 12 explotacions agrícoles que ocupaven un total de 300 hectàrees.

## Equipaments sanitaris i escolars
L'únic equipament sanitari que hi havia el 2009 era una farmàcia.
El 2009 hi havia 1 escola maternal i 1 escola elemental. Les Martres-de-Veyre disposava d'un col·legi d'educació secundària amb 755 alumnes.

## Poblacions més properes
El següent diagrama mostra les poblacions més properes.